# قسط منظاري
قسط منظاري (الاسم العلمي:Costus spectabilis) هو نوع من النباتات يتبع جنس القسط من الفصيلة القسطية.
تظهر زهرة القسط المنظاري في شعار نيجيريا وهي الزهرة التي تشتهر بها تلك البلاد.